# Sotalol
Sotalol is een geneesmiddel dat behoort tot de bètablokkers. Het wordt gerekend tot de antiaritmica van groep III volgens de Vaughan-Williams classificatie, en als zodanig toegepast. 

## Indicaties
- preventie van aanvallen van boezemfibrilleren, boezemtachycardieën, boezemectopien en kamerectopien.

## Bijwerkingen
- Verlenging van de QT-tijd en daarmee een verhoogde kans op Torsade de Pointes en ventrikelfibrilleren, vooral indien sprake is van een slechte Linkerventrikelfunctie of een hypokaliëmie.
- Sneller last van koude handen en voeten (vooral bij mensen met de ziekte van Raynaud)
- Duizeligheid, vooral bij rechtop gaan staan uit zittende of liggende positie
- Lichthoofdigheid, lichte sufheid, moeite met inslapen, moeheid en zwakte (doorgaans slechts tijdelijk)
- Spierkrampen
- Maag-darmklachten, zoals misselijkheid, obstipatie of diarree
- Impotentie (zelden)
- Levendiger dromen of nachtmerries
- Bij diabetes: hypoglykemie wordt minder snel gevoeld
- Bij allergisch astma: meer last van benauwdheid
- Bij dragen van contactlenzen: last van droge ogen

## Wisselwerkingen
- andere QT-verlengende medicijnen
- medicatie die kan leiden tot Hypokaliëmie, zoals een thiazidediureticum, een lisdiureticum.
- Luchtwegverwijdende middelen zoals Salbutamol (Ventolin), Berotec en Bricanyl
- Combinatie met een van de volgende middelen geeft een verhoogd risico op hartritmestoornissen: amiodaron, amitriptyline, chloorpromazine, chloroquine, cisapride, claritromycine, clomipramine, cotrimoxazol, disopyramide, domperidon, doxepine, droperidol, erytromycine, haloperidol, ibutilide, indapamide, itraconazol, ketanserine, ketoconazol, kinidine, mianserine, pentamidine, pimozide, procaïnamide, promethazine, tacrolimus, terfenadine, thioridazine en voriconazol
- Sommige middelen, gebruikt bij een vergrote prostaat, namelijk de alfablokkers alfuzosine (Xatral, Urion), doxazosine (Cardura), prazosine, terazosine (Hytrin) en tamsulosine (Omnic)
- Bloedsuikerverlagende middelen, zoals insuline, metformine en tolbutamide.